# سنابل للاستثمار
سنابل للاستثمار (بالإنجليزية: Sanabil Investments)‏ هي شركة مساهمة سعودية مملوكة بالكامل لصندوق الاستثمارات العامة، ويرأس مجلس إدارتها ياسر بن عثمان الرميان محافظ صندوق الاستثمارات العامة السعودي، ورئيس مجلس إدارة شركة أرامكو السعودية، تلتزم سنابل للاستثمار بتوظيف رأس مال يبلغ حوالي 2 مليار دولار سنويًا في الاستثمارات الخاصة التي تشمل رأس المال الجريء واستراتيجيات النمو وعمليات الاستحواذ الصغيرة.
في 16 أبريل 2023، أعلن ولي العهد محمد بن سلمان بن عبد العزيز آل سعود، عن إتمام نقل 4% من إجمالي أسهم أرامكو السعودية من ملكية الدولة إلى ملكية الشركة العربية السعودية للاستثمار (سنابل للاستثمار).

## صندوق الاستثمارات العامة
صندوق الاستثمارات العامة هو صندوق الثروة السيادية للمملكة العربية السعودية، تأسس سنة 1971م، ويعتبر من بين أكبر صناديق الثروة السيادية في العالم، إذ يحتل المركز السابع بإجمالي أصول تقدر بـ 430 مليار دولار. ويختص بتمويل المشاريع ذات القيمة الاستراتيجية للاقتصاد الوطني السعودي.

## حقائق
رأس مال بقيمة 2 مليار دولار في الاستثمارات الخاصة حول العالم.

## وصلات خارجيَّة
- منصة التسوق«تغلق جولة استثمارية بقيمة 281.3 مليون ريال بقيادة» سنابل للاستثمار
- يونيفونك«تغلق جولتها الاستثمارية الثانية بتمويل يقارب 500 مليون ريال بقيادة» سوفت بنك«و» سنابل للاستثمار
- صندوق الاستثمارات العامة" يوافق على زيادة رأس مال "سنابل للاستثمار" إلى 30 مليار ريال أرقام
- الصحراء للبتروكيماويات" تشتري 30% في "إنوكيم" من "سنابل للاستثمارات" بـ242 مليون ريال

لم يتم العثور على روابط لمواقع التواصل الاجتماعي.